# Prosopocera schoutedeni
Prosopocera schoutedeni es una especie de escarabajo longicornio del género Prosopocera, tribu Prosopocerini, familia Cerambycidae. Fue descrita científicamente por Breuning en 1936.
Se distribuye por Camerún, Gabón y República Democrática del Congo. Mide 18-29 milímetros de longitud. El período de vuelo ocurre en el mes de noviembre.